# Raniceps raninus
A Raniceps raninus a csontos halak (Osteichthyes) főosztályának a sugarasúszójú halak (Actinopterygii) osztályába, ezen belül a tőkehalalakúak (Gadiformes) rendjébe és a tőkehalfélék (Gadidae) családjába tartozó faj.
Nemének egyetlen faja.

## Előfordulása
A Raniceps raninus az Atlanti-óceán és az Északi-tenger lakója. Előfordulási területe Norvégia partjaitól a Vizcayai-öbölig tart; ezenkívül a Brit-szigetek körül is megtalálható.

## Megjelenése
Ez a hal általában 20 centiméter hosszú, de akár 27,5 centiméteresre is megnőhet. Feje lapított. Első hátúszója, csak kissé fejlődött, csak három rövid sugara van. Testének színezete mindenhol egyformán barnás vagy kékesbarna. Ajkai és úszói, kivéve a mellúszókat, világosabbak, mint a test.

## Életmódja
Ez a mérsékelt övi hal, egyaránt megél a sós- és brakkvízben is. 100 méteres mélységekbe is leúszik, azonban a legtöbbször, csak 10-20 méteres mélységben tartózkodik. A kavicsos és növényzettel borított tengerfenéket kedveli. Magányos és titokzatos, csak a saját területén mozog. Tápláléka tengericsillagok, rákok, férgek, puhatestűek és kisebb halak.

## Szaporodása
Az ívási időszaka májustól szeptemberig tart. 50-70 méteres mélységben rakja le ikráit.

## Felhasználása
A Raniceps raninusnak nincs gazdasági értéke. Ezt a halat inkább, csak az akváriumok tartják.